# Paweł Klimek
Paweł Klimek (ur. w 1975 w Małopolsce) – polski geograf, dziennikarz, przewodnik górski oraz redaktor i autor przewodników.
Od 1994 do 1999 roku studiował geografię na Uniwersytecie Jagiellońskim. Podczas studiów został w 1995 roku przewodnikiem beskidzkim związanym ze Studenckim Kołem Przewodników Górskich w Krakowie. Później dwukrotnie organizował kursy przewodnickie; do dzisiaj zajmuje się doraźnie szkoleniem przewodników. Zajmuje się głównie tematyką górską i zagadnieniami turystyki na polskim wybrzeżu. Podczas podróży i wędrówek poznał Karpaty, Sudety, Bałkany jak również Alpy i Pireneje.
Od 2003 roku współpracuje z Wydawnictwem Bezdroża jako autor rozdziałów górskich w przewodnikach po Słowacji, Czechach i Słowenii. Był współautorem koncepcji, redaktorem i autorem przewodników skitourowych po polskich górach, współtwórcą koncepcji i autorem serii przewodników pieszych po Beskidach, Sudetach i Tatrach. Jest współautorem przewodników po Słowacji Wydawnictwa Pascal. Od 2006 do 2013 był redaktorem serwisów podróżniczych i turystycznych portalu Onet.pl, w którym opublikował ponad 80 artykułów dotyczących turystyki w Polsce, na Słowacji, w Czechach, Bułgarii, krajach alpejskich, Francji, na Węgrzech, Cyprze i Egipcie. 
Artykuły Pawła Klimka publikowane były w magazynach i czasopismach National Geographic Traveler, Poznaj Świat, Angora, Ski Magazyn i Świat Podróże Kultura. Od 2005 roku współpracuje z Horyzontami. Jest również pomysłodawcą, autorem koncepcji i twórcą Raportów Onet.pl poświęconych polskim plażom i narciarstwu. Prowadzi blog W dobrym kierunku.

## Wybór publikacji
- (współautor): Nowa Huta. Socjalistyczna w formie, fascynująca w treści. Wydawnictwo Bezdroża, Kraków 2004.
- (współautor): Beskid Śląski, Beskid Żywiecki, Beskid Mały na nartach biegowych i tourowych. Wydawnictwo Bezdroża, Kraków 2004.
- (współautor): Spisz. Od Pienin po Raj. Wydawnictwo Bezdroża, Kraków 2004.
- Bieszczady z plecakiem. Wydawnictwo Bezdroża, Kraków 2005.
- Beskid Żywiecki z plecakiem. Wydawnictwo Bezdroża, Kraków 2005.
- (współautor): Słowenia. Słoneczna strona Alp. Wydawnictwo Bezdroża, Kraków 2005.
- Góry Fogaraskie i Iezer. Góry Rumunii. Wydawnictwo Bezdroża, Kraków 2007.
- z Krzysztofem Rostkiem: Sudety. Karkonosze, Góry Izerskie, Góry Sowie, Góry Stołowe, Masyw Śnieżnika. Wydawnictwo Bezdroża, Kraków 2007.
- (współautor): Słowacja. Karpackie serce Europy. Wydawnictwo Bezdroża, Kraków 2008, ISBN 978-83-60506-48-6.
- (współautor): Słowacja. Wydawnictwo Pascal, Bielsko-Biała 2008.
- z Markiem Zygmańskim: Tatry Polskie i Słowackie. Wydawnictwo Bezdroża, Kraków 2008.
- (współautor): Sudety. Karkonosze, Góry Izerskie, Góry Sowie, Góry Stołowe, Masyw Śnieżnika (przewodnik i atlas). Wydawnictwo Bezdroża, Kraków 2009.
- (współautor): Pieniny. Beskid Sądecki, Magura Spiska (przewodnik i atlas). Wydawnictwo Bezdroża, Kraków 2009.
- z Natalią Figiel: Bieszczady. Beskid Niski. Wydawnictwo Bezdroża, Kraków 2009.
- Kraina wygasłych wulkanów. Góry i Pogórze Kaczawskie (mapa). Wydawnictwo Turystyczne Plan, Jelenia Góra 2013.
- (współautor): Czechy północne. Wydawnictwo Helion, Gliwice 2015.
- (współautor): Przewodnik turysty narciarza. 50 tras w polskich górach. Wydawnictwo Helion, Gliwice 2015.